# SNCASO SO-8000 Narval
Il SNCASO SO-8000 Narval, noto anche come Sud-Ouest SO.8000 Narval, era un aereo da caccia imbarcato monomotore a propulsione spingente realizzato dal consorzio francese Société nationale des constructions aéronautiques du sud-ouest (SNCASO) nel 1949 e rimasto allo stadio di prototipo.

## Storia
Alla fine della seconda guerra mondiale la Francia aveva la necessità di ricostituire la propria forza aerea sia per reintegrare i velivoli persi in combattimento che per dotarsi di modelli tecnologicamente equiparabili ai primi velivoli dotati di motore a reazione sviluppati nell'ex Germania nazista, nel Regno Unito e negli Stati Uniti d'America. A questo scopo vennero avviati programmi di sviluppo basati su modelli tedeschi prodotti nel territorio nazionale durante l'occupazione e programmi finalizzati alla ricerca pura in campo aerodinamico e per sperimentare i nuovi motori a getto e nuovi materiali (come l'SNCASO SO-6000 Triton). In quest'ambito sia l'Armée de l'air, l'aeronautica militare, che la Marine nationale, la marina militare, emisero delle specifiche per la fornitura di nuovi velivoli, la prima integrando nelle richieste l'utilizzo dei motori a getto, la seconda ritenendo più idoneo per l'equipaggiamento dei propri velivoli i classici motoelica.

### Sviluppo
Nella primavera 1946 la Marine nationale emanò una specifica per la fornitura di un nuovo velivolo da fornire alla propria Aéronautique navale che potesse sostituire nel ruolo di superiorità aerea, interdizione ed attacco al suolo la propria flotta di velivoli, principalmente basata sui britannici Supermarine Seafire, che equipaggiavano le sue tre portaerei, la Béarn, la Dixmude e la nuova Arromanches recentemente acquisita dalla britannica Royal Navy.
La marina francese contattò la SNCASO la quale affidò al proprio ufficio progetti diretto dall'ingegner Dupuy e la SNECMA per sfruttare l'esperienza acquisita nella costruzione dei motori Junkers Jumo 213 durante l'occupazione tedesca. Il disegno era anticonvenzionale, un velivolo di costruzione interamente metallica caratterizzato dalla propulsione spingente abbinato ad un'ala a doppio delta, doppia trave di coda e carrello d'atterraggio triciclo anteriore.
L'ordine ufficiale per la fornitura di due prototipi venne emessa il 31 maggio dello stesso anno ma non fu possibile completare la costruzione dei modelli prima di tre anni.
Il progetto prevedeva l'equipaggiamento offensivo basato su 6 cannoncini aeronautici calibro 20 mm ed un carico bellico di 1 000 kg tuttavia il primo esemplare ad effettuare il volo inaugurale, il 1º aprile 1949, era sprovvisto di qualsiasi armamento.

### Impiego operativo
Nei mesi successivi vennero effettuati 43 voli, compreso il primo compiuto con il secondo esemplare costruito, con il programma di prove essenzialmente a carico invece del primo esemplare completato.
Il progetto venne tuttavia abbandonato all'inizio del 1950 in quanto considerato oramai obsoleto. La United States Navy aveva infatti, già dall'aprile 1949, due pari ruolo imbarcati operativi a disposizione della propria flotta, il Grumman F9F Panther ed il McDonnell F2H Banshee, entrambi equipaggiati con motore a reazione.
Altre fonti imputano l'insuccesso alle difficoltà incontrate dall'industria aerospaziale francese nel processo di ricostruzione del dopoguerra.

## Utilizzatori
Francia
- Aéronautique navale

## Velivoli comparabili
Giappone
- Kyūshū J7W

 Italia
- SAI Ambrosini S.S.4

 Paesi Bassi
- Fokker D.XXIII

 Stati Uniti
- Curtiss-Wright XP-55
- Vultee XP-54

 Svezia
- Saab 21